# Guðmundur Andrésson
Guðmundur Andrésson (1615–1654) – islandzki filolog, leksykograf, twórca pierwszego słownika języka islandzkiego (Lexicon Islandicum), opracowanego w latach 1650–1654 i wydanego w 1683 roku.